# Evangelische Kirche (Flözlingen)

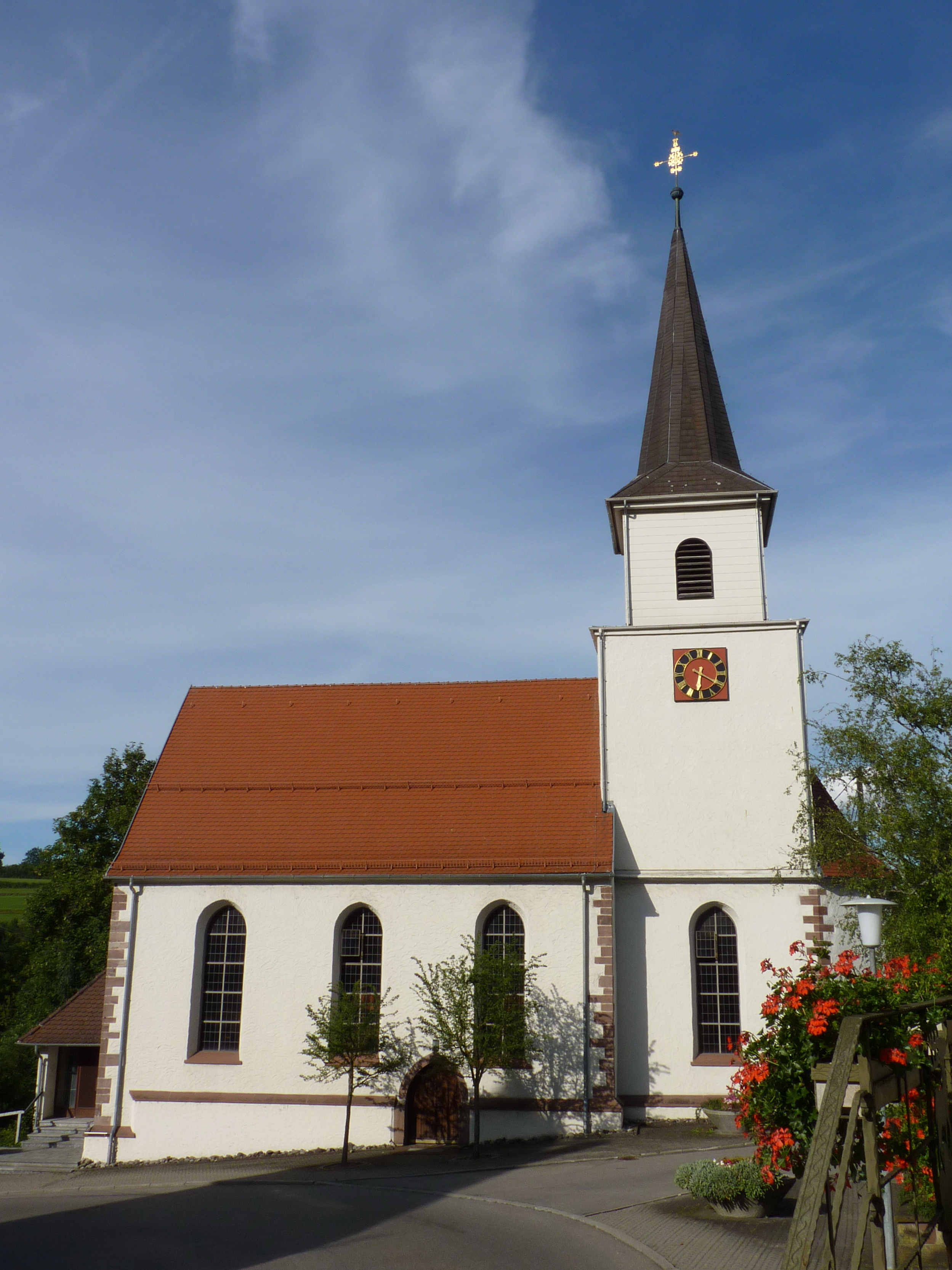
Evangelische Kirche in Flözlingen

Die evangelische Kirche in Flözlingen im Landkreis Rottweil im südwestlichen Baden-Württemberg ist eine evangelische Pfarrkirche, die im Jahre 1717 im Stil der Spätgotik erbaut wurde.
Sie gehört zur evangelischen Kirchengemeinde Flözlingen-Zimmern im Kirchenbezirk Rottweil der Evangelischen Landeskirche in Württemberg.

## Beschreibung
Die Evangelische Kirche in Flözlingen ist ein einschiffiger Kirchenbau im Stil der späten Gotik. Der gedrungene Glockenturm mit aufgesetzter, schlanker Pyramide ist mit einem kunstvollen Turmkreuz mit Turmhahn geschmückt. Der Turm liegt im Süden, an ihn schließt sich eine flache 3/8-Chornische an. Der Windfang am Nordportal wurde bei der Renovierung im Jahr 1969 angebaut.

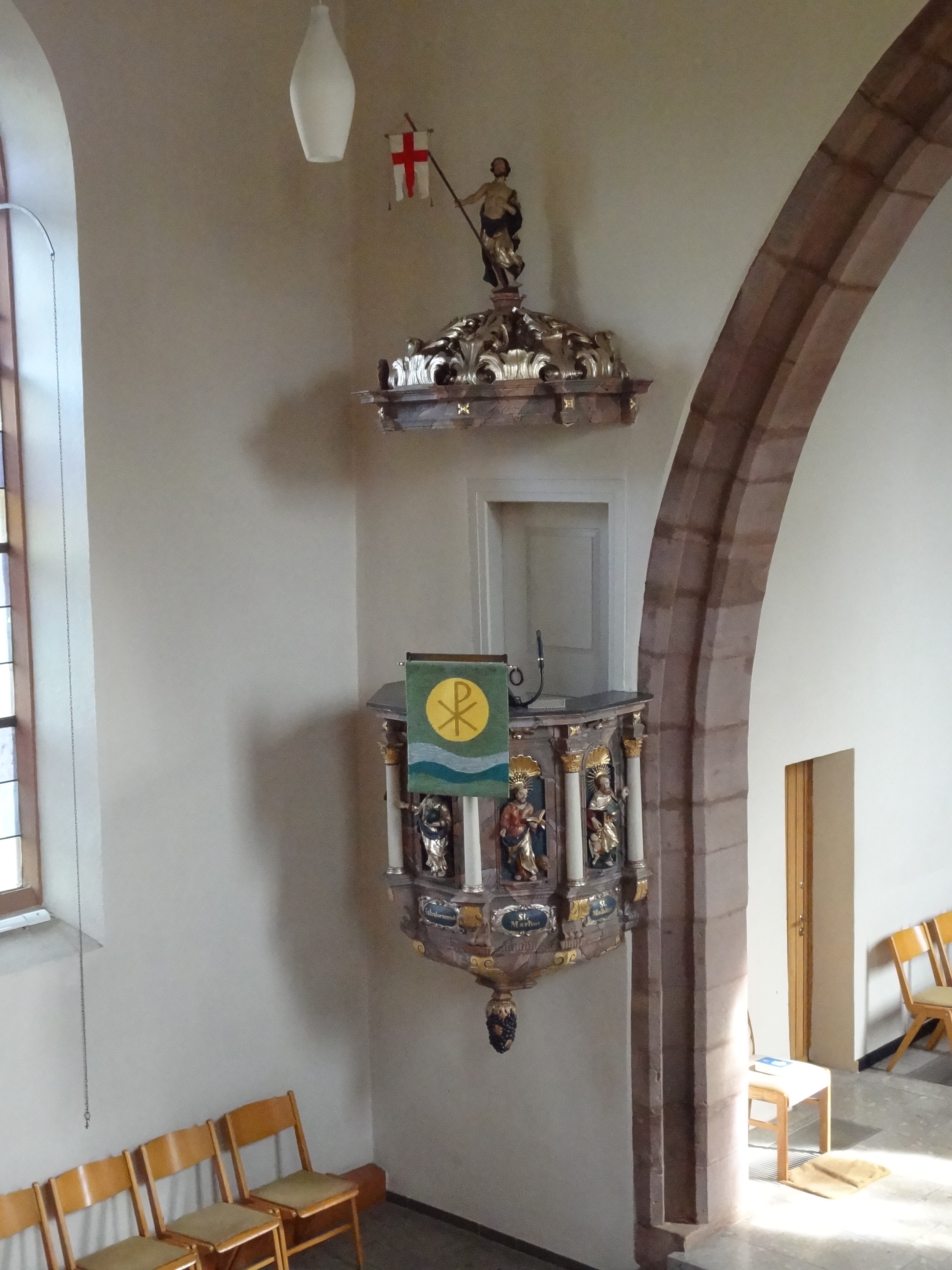
Kanzel

Der Triumphbogen aus Buntsandstein, der vom Schiff in den Chor führt, stammt noch aus der alten Talkirche und ist somit das älteste Bauteil des Gebäudes. Bemerkenswert ist die Renaissance-Kanzel (an der linken Chorbogenwand stehend und direkt aus der südöstlichen Sakristei zugänglich), über die der Schriftsteller Egon Rieble schrieb: „Es gibt keine Kanzel im Kreis, in der klassische Strenge – Renaissance-Klarheit – in solch überzeugender Weise versichtbart wird wie in Flözlingen.“ Auf ihr sind die Evangelisten und Christus mit dem Titel Salvator mundi dargestellt. Auf dem Schalldeckel steht der auferstandene Christus mit einer Fahne. Bis zur umfassenden Kirchenrenovierung 1964 war das Parterregestühl und die vierseitige Emporenanlage in Schiff, Turmchor und Apsis gemäß einer Querkirchen-Konzeption auf die Kanzel ausgerichtet.
Das prächtige Chorfenster des Malers Gustav van Treeck aus dem Jahr 1891, seit der Kirchenrenovierung 1964 mit Abbau der Choremporen und Einbau der Chororgel (1969 bis 2017) wohl bewusst teilweise verdeckt, zeigt neben einer großen Christusfigur auch die Lutherrose, das württembergische Wappen, das deutsche Reichswappen und ein Porträt Kaiser Wilhelms I. mit Inschrift „Zur Erinnerung an die Einigung Deutschlands gestiftet 1891“. Es wurde 2017 an die Westseite des Chorraums versetzt und durch das Auferstehungs-Fenster des Künstlers Tobias Kammerer ersetzt.

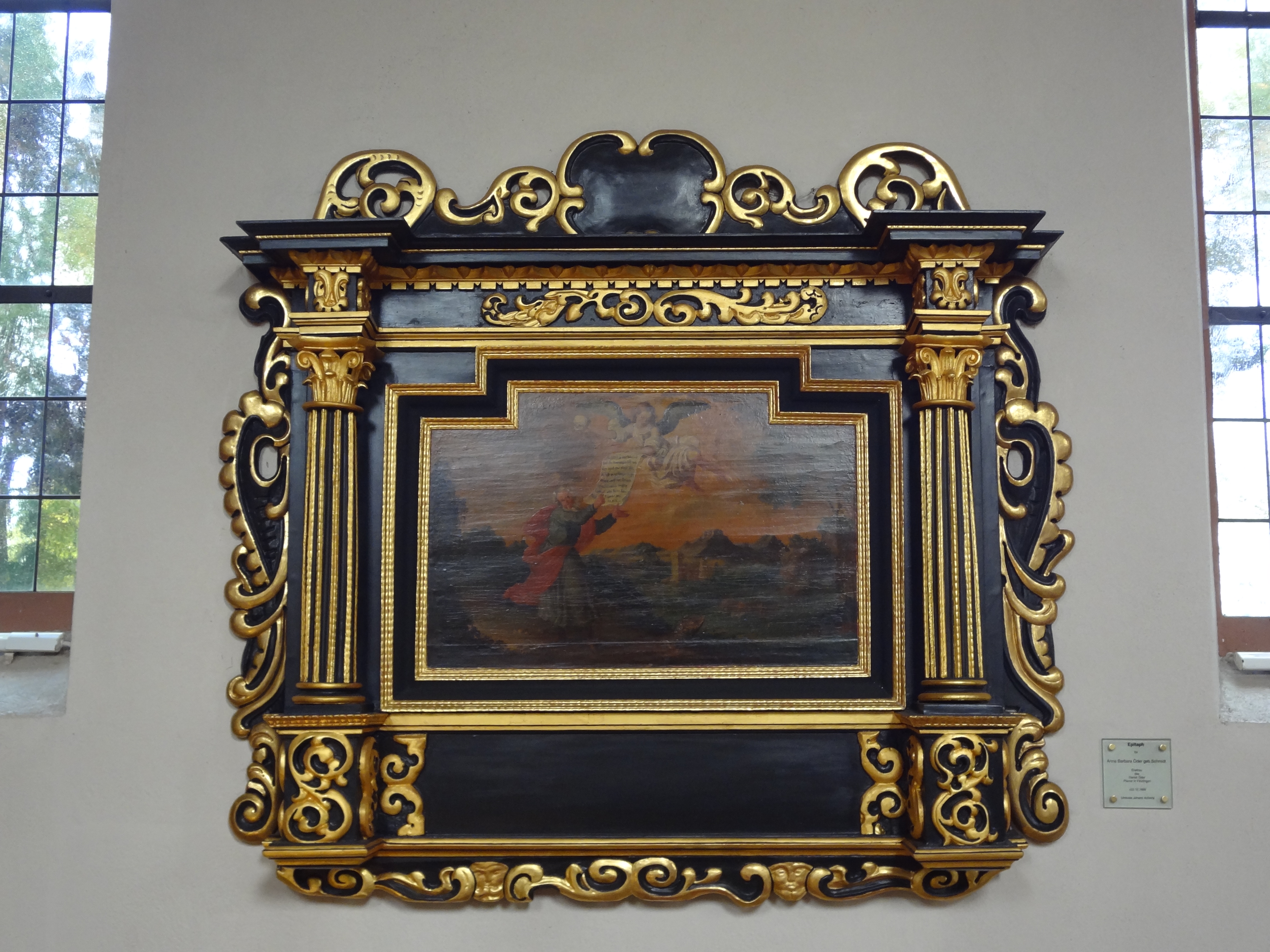
Öder-Epitaph

Das barocke Öder-Epitaph, das der damalige Pfarrer zum frühen Tod seiner Gattin im Jahr 1699 stiftete, zeigt den Propheten Hesekiel mit einem Engel.
Das frühere geschnitzte Gestühl wurde bei der Renovierung im Jahr 1964 durch schlichte Eschen-Bänke ersetzt. Der Altar und der Taufstein aus Marmor wurden ebenfalls 1964 eingebaut.
Am Chor ist außen eine ädikulaartige Gedenktafel aus Sandstein mit den Namen der Gefallenen des Ersten Weltkriegs angebracht.

## Geschichte

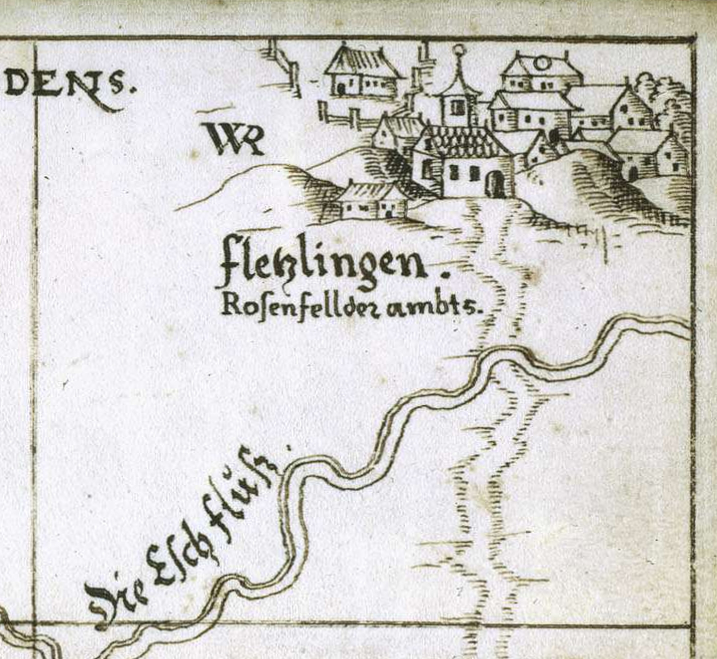
Ausschnitt aus einer Flurkarte von 1585 mit Darstellung der alten Dorfkirche

Bereits vor dem Verkauf Flözlingens an Württemberg Mitte des 15. Jahrhunderts, also vor der Reformation, hatte Flözlingen eine eigene Dorfkirche, die dem Heiligen Jakob geweiht war. Diese wurde im Jahr 1716 abgerissen.

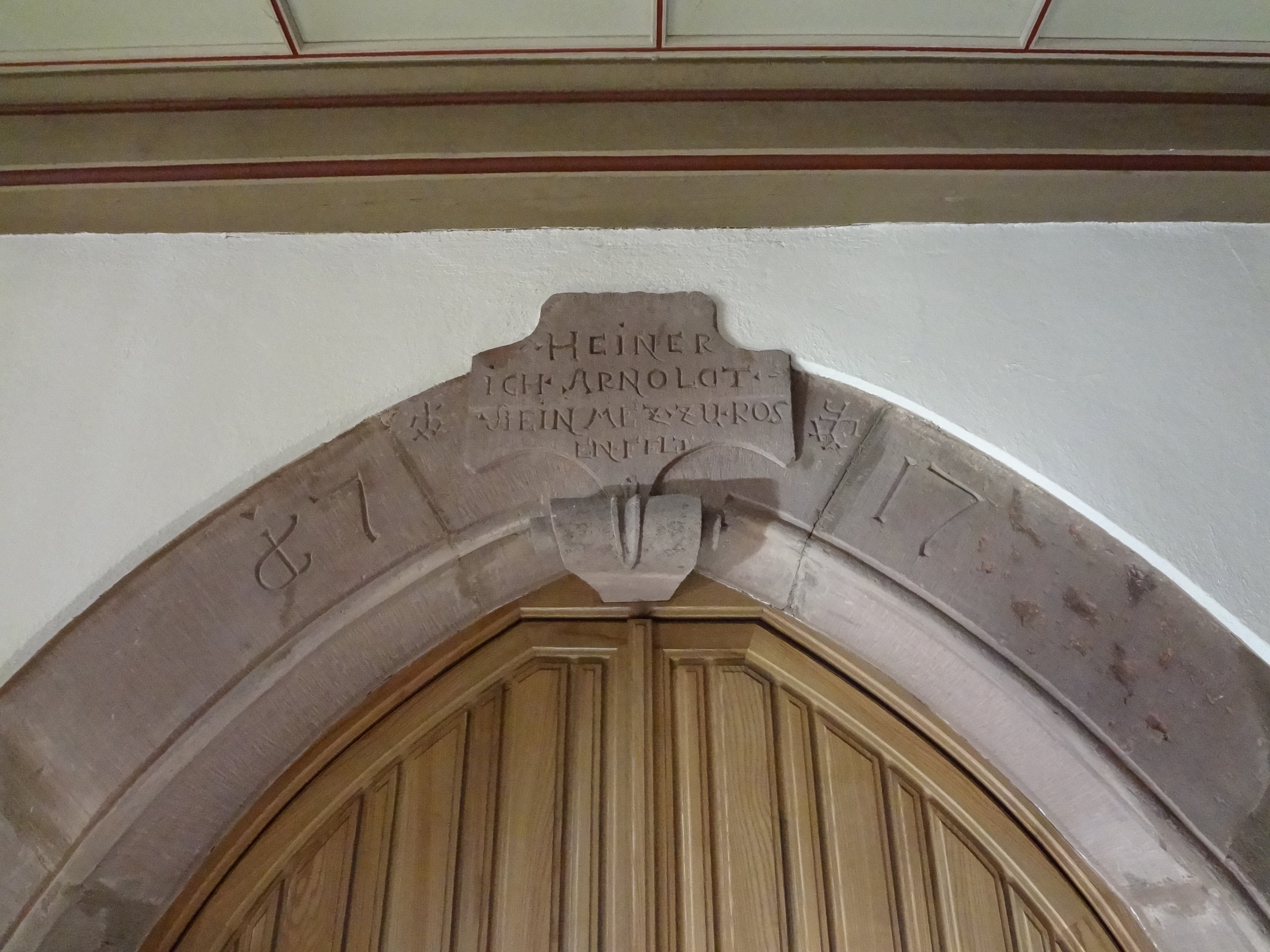
Inschrift über dem Eingangsportal mit Steinmetzzeichen

Unter dem Baumeister Heinerich Arnoldt aus Rosenfeld (Flözlingen war als evangelisch-württembergische Exklave inmitten des katholischen reichsstädtisch-Rottweiler Gebiets dem Amt Rosenfeld zugeteilt, Rekatholisierungsversuche nach dem Augsburger Religionsfrieden scheiterten, Flözlingen blieb protestantisch), wurde an exponierter Stelle die neue Kirche noch in spätgotischem Stil und Grundriss errichtet: eine Chorturmkirche mit flacher 3/8-Chornische. Um den Standort gab es nach den Aufzeichnungen des Pfarrers Krafft im Ort „großen Zwist“. Am letztlich gewählten Standort stand bis dahin das Schmalzsche Haus, welches abgerissen und in der Vorstadt neu errichtet wurde. Die Grundsteinlegung erfolgte am 24. April 1717. Der Bau ging zügig und unfallfrei vonstatten, so dass am 16. Sonntag nach Trinitatis (3. Oktober 1717) bereits der erste Gottesdienst gefeiert werden konnte. Der Bau wurde größtenteils in Eigenleistung (einige Bürger leisteten „gegen 200 Fuhren“) und mit Unterstützung benachbarter Gemeinden durchgeführt.
Im Jahr 1858 wurde der Turm zu seiner heutigen Höhe ausgebaut. Das Chorfenster wurde im Jahr 1891 „zur Erinnerung an die Einigung Deutschlands“ gestiftet. Nach dem Zweiten Weltkrieg bekam die Kirche ein neues Geläut.
Im Jahr 1964 wurde die Kirche renoviert und modernisiert. Bei der Sanierung wurde unter anderem das Gestühl, der Altar und der Taufstein ersetzt.
Die Orgel des Orgelbauers Peter Vier aus Oberweiher bei Lahr wurde im Jahr 1969 in den Chor eingebaut und ersetzte die alte Orgel aus dem Jahr 1818, wobei einige Holzpfeifen übernommen wurden.
Im Jahr 2016 und 2017 erfolgte zum 300-jährigen Kirchenjubiläum eine weitere Renovierung. Die Gestaltung des Innenraums der Kirche wurde vom Rottweiler Künstler Tobias Kammerer vorgenommen. Die Vier-Orgel wurde ausgebaut und durch eine moderne elektronische Orgel ersetzt. Dadurch war das Kaiser-Christus-Fenster erstmals wieder vollständig zu sehen. Entgegen denkmalschutzrechtlicher Auflagen und der historischen Einordnung des Fensters als Bekenntnis des evangelischen Kaisers Wilhelm I. aus dem Haus Hohenzollern wurde es von der Südseite an die Westseite des Chorraums versetzt. An der Stelle des Christus-Kaiser-Fensters wurde das neue Auferstehungs-Fenster installiert. Begründet wurde die Maßnahme mit dem liturgischen Konzept der Wegekirche, wonach der Weg des Glaubens – kirchenräumlich dargestellt – über Taufe, Wortverkündigung, Abendmahl und Kreuz auf die Auferstehung gerichtet sei und dort nicht dem Kaiser gehuldigt werden solle. Am 17. Dezember 2019 wurde vor dem Verwaltungsgericht Freiburg ein Vergleich geschlossen, nach dem das Fenster an der Westseite verbleiben darf, aber mit einer Erläuterungstafel die Historie und der Grund für die Versetzung des Fensterbildes erklärt werden muss.

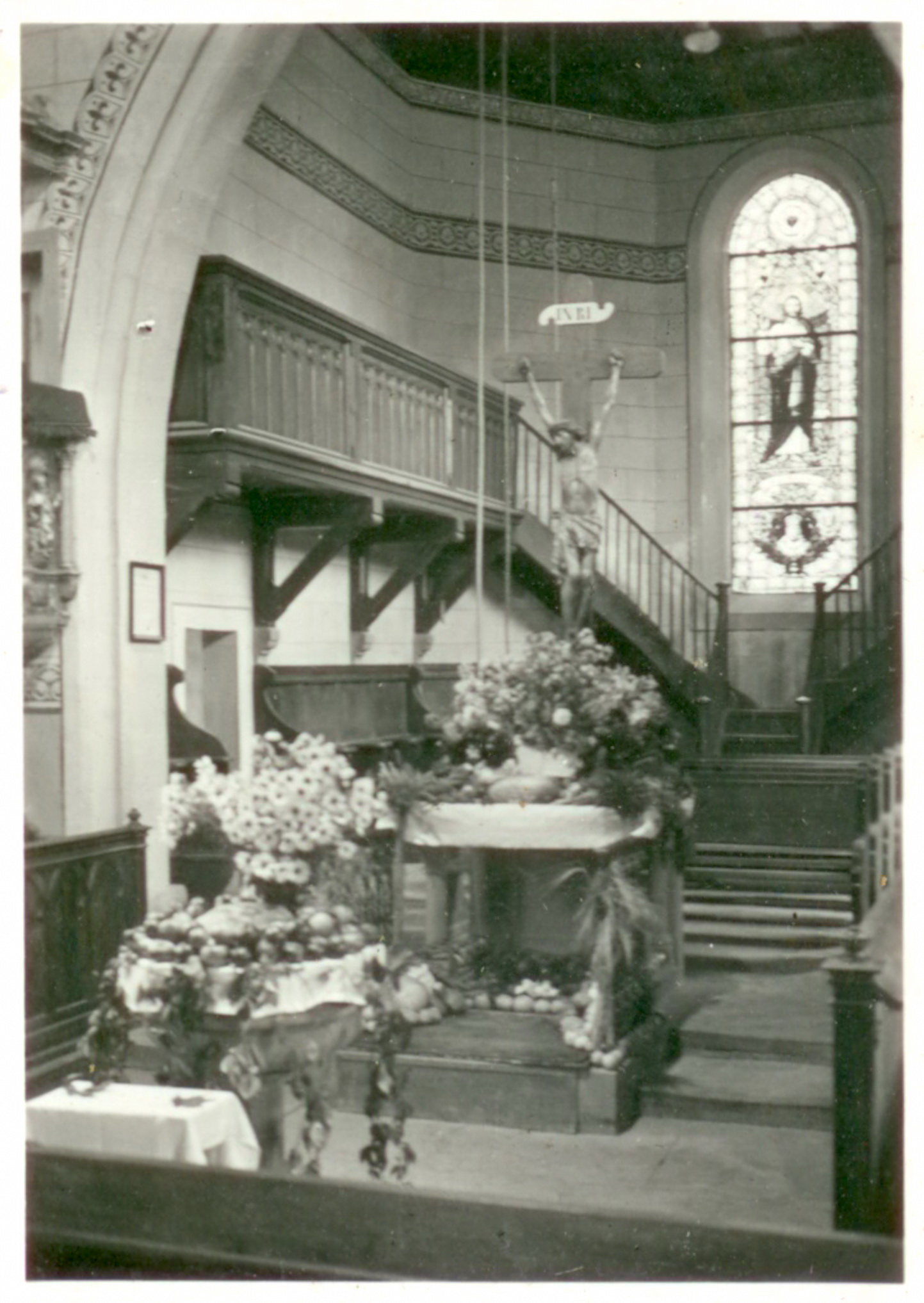
Chorraum vor der Umgestaltung 1964
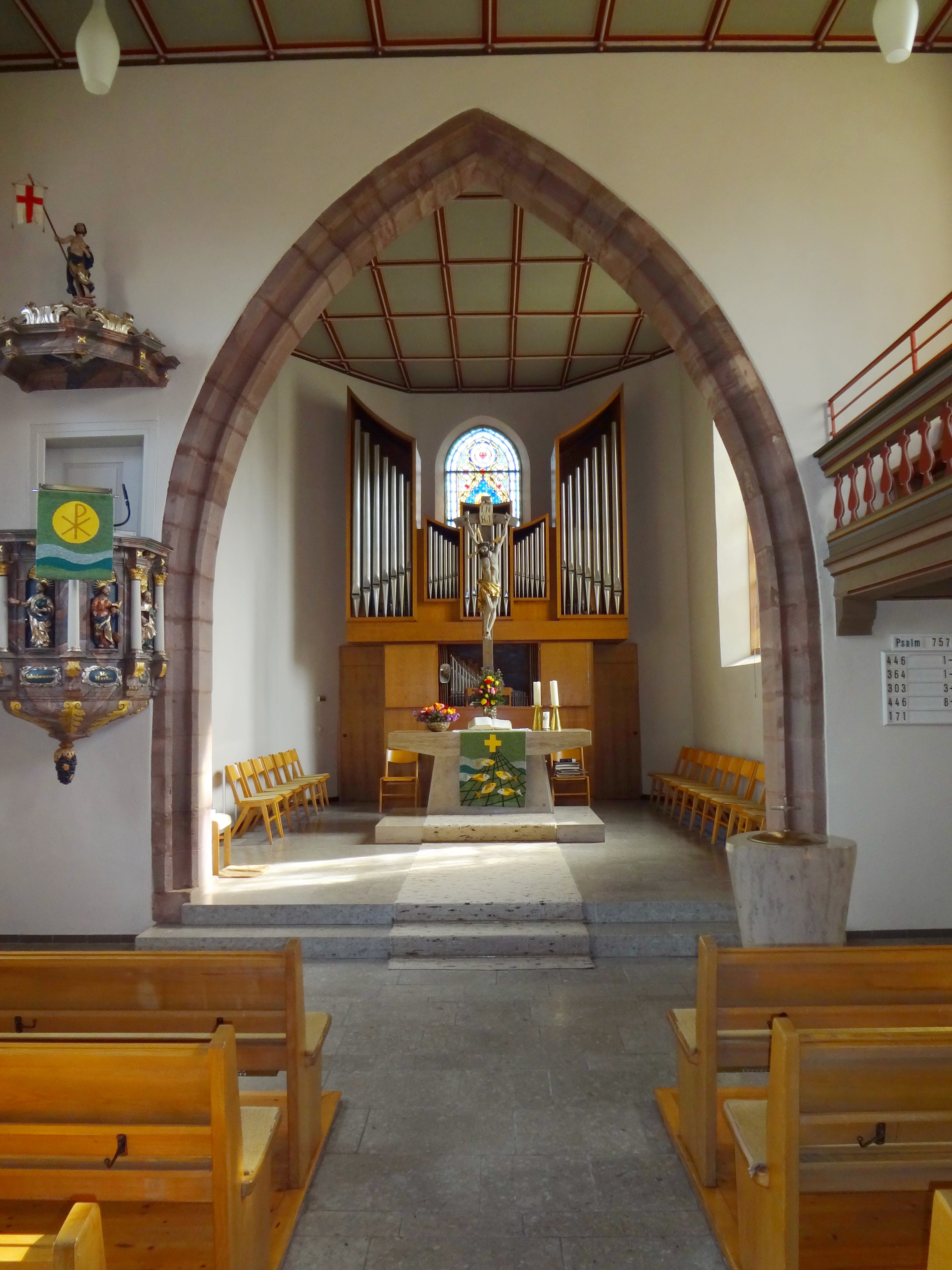
Chorraum im Jahr 2012